# خیار تدلیس
واژهٔ تدلیس در لغت به معنی فریب دادن، پنهان کردن، تاریک ساختن و مبهم کردن است.
در اصطلاح حقوقی تدلیس عبارت است از عملیاتی که موجب فریب طرف معامله بشود.
به عبارت دیگر تدلیس عبارت است از پوشاندن عیبی در مال یا نمایاندن یک صفت یا امتیاز کمالی غیر واقعی در مال. به علت جبران زیان ناشی از این عملیات فریبنده، فریب خورده از حق فسخ بهره‌مند است.
قلمرو خیار تدلیس در عین معین است. اصولاً در عین کلی خیار تدلیس وجود ندارد، زیرا بایع مکلف است مبیع را منطبق با اوصاف مورد نظر تحویل دهد، مگر اینکه تدلیس مربوط به اوصاف مشترک تمام مصادیق کلی باشد.
خیار تدلیس از خیارات مشترک است و مختص عقد بیع نیست و ممکن است در عقود اجاره، صلح یا معاوضه هم وجود داشته باشد.
در قالب مثال در عقد ازدواج چنانچه  شخصی عمدا خود را واجد کمالاتی از قبیل تحصیلات عالیه یا تمکن مالی و یا عنوان شغلی موهوم معرفی نماید و طرف مقابل نیز به اعتبار این کمالات عقد را منعقد کند در صورت آگاهی میتواند عقد را قبول و یا فسخ نماید.
ماده۴۳۸ متضمن این موضوع است.

## فرق خیار تدلیس با خیار عیب
تدلیس در جایی است که یک طرف معامله با نیرنگ و فریب اوصافی که در موضوع معامله وجود ندارد را، موجود تلقی می‌کند ولی در عیب، زیاده یا نقیصه‌ای در مال هست و عرف آن را عیب می‌شناسد. از همین رو در عیب، موضوع معامله الزاماً باید معیوب باشد اما در تدلیس الزام وجود عیب در موضوع معامله نیاز نیست چرا که صرف نبود یک امتیاز و وصف کمالی، تدلیس محسوب می‌شود.
ممکن است تدلیس وجود داشته باشد، بی آنکه مال معیوب باشد یا ممکن است خیار عیب، بدون تدلیس تحقق یابد. همچنین در جایی که پوشاندن عیب با علم و عمد باشد خیار عیب و تدلیس با هم ایجاد می‌گردد.